# Prva savezna liga Jugoslavije u nogometu 1953./54.
Prvenstvo Jugoslavije u nogometu za sezonu 1953./54. bilo je dvadeset i peto po redu najviše nogometno natjecanje u Jugoslaviji, osmo poslijeratno. Novi prvak je postao hrvatski klub, Dinamo Zagreb. Partizanov Stjepan Bobek postigao je najviše golova. Doprvak je bio srbijanski klub, Partizan.

## Sustav natjecanja
Igralo se u dvije faze. Momčadi su međusobno igrale dvokružni ligaški sustav. Igrala se po jedna utakmica na domaćem i gostujućem terenu.  Prvakom je postala momčad koja je sakupila najviše bodova u skupini za prvaka (pobjeda = 2 boda, neodlučeni ishod = 1 bod, poraz = bez bodova).
Pravila koje su određivala poredak na ljestvici su bila: 1) broj osvojenih bodova, 2) kvocijent golova.

## Formiranje lige
Prva savezna liga proširena je po prvi put na četrnaest ekipa, a sudionici su bili prvih deset ekipa iz sezone 1952./53. kao i pobjednici kvalifikacija iz Republičkih liga pošto u prethodnoj sezoni nije bilo Druge savezne lige.
- Iz Prve savezne lige natjecali su se Crvena zvezda, Hajduk Split, Partizan, Vojvodina, BSK Beograd, Sarajevo, Dinamo Zagreb, Lokomotiva Zagreb, Vardar i Spartak Subotica
- Iz drugog ranga plasirali su se Odred Ljubljana, Proleter Osijek, Radnički Beograd i Rabotnički Skoplje

## Sudionici
| Slovenija   | Hrvatska                                                  | Bosna i Hercegovina | Srbija                    | Srbija                                                  | Srbija  | Crna Gora | Makedonija                    |
| Slovenija   | Hrvatska                                                  | Bosna i Hercegovina | Vojvodina                 | Središnja Srbija                                        | Kosovo  | Crna Gora | Makedonija                    |
| ----------- | --------------------------------------------------------- | ------------------- | ------------------------- | ------------------------------------------------------- | ------- | --------- | ----------------------------- |
| - Odred (L) | - Dinamo (Z) - Hajduk (S) - Lokomotiva (Z) - Proleter (O) | - Sarajevo          | - Spartak (S) - Vojvodina | - BSK Beograd - Crvena zvezda - Partizan - Radnički (B) | - nitko | - nitko   | - Rabotnički (S) - Vardar (S) |

- Beogradski SK, Beograd
- FK Crvena zvezda, Beograd
- NK Dinamo, Zagreb
- NK Hajduk, Split
- NK Lokomotiva, Zagreb
- NK Odred, Ljubljana
- JSD Partizan, Beograd
- FK Proleter, Osijek
- FK Rabotnički, Skoplje
- FK Radnički, Beograd
- FK Sarajevo, Sarajevo
- FK Spartak, Subotica
- FK Vardar, Skoplje
- FK Vojvodina, Novi Sad

## Ljestvica
| mj.     | klub               | ut. | pob. | ner. | por. | gol+ | gol- | kvoc  | bod |
| ------- | ------------------ | --- | ---- | ---- | ---- | ---- | ---- | ----- | --- |
| 1.      | Dinamo Zagreb      | 26  | 19   | 4    | 3    | 72   | 22   | 3,272 | 42  |
| 2.      | Partizan           | 26  | 18   | 5    | 3    | 77   | 30   | 2,566 | 41  |
| 3.      | Crvena zvezda      | 26  | 17   | 4    | 5    | 51   | 22   | 2,318 | 38  |
| 4.      | Hajduk Split       | 26  | 16   | 3    | 7    | 55   | 34   | 1,617 | 35  |
| 5.      | Vojvodina          | 26  | 14   | 5    | 7    | 60   | 37   | 1,621 | 33  |
| 6.      | Spartak Subotica   | 26  | 12   | 3    | 11   | 51   | 50   | 1,020 | 27  |
| 7.      | Sarajevo           | 26  | 10   | 4    | 12   | 35   | 45   | 0,777 | 24  |
| 8.      | BSK Beograd        | 26  | 8    | 7    | 11   | 38   | 40   | 0,950 | 23  |
| 9.      | Vardar Skoplje     | 26  | 5    | 10   | 11   | 31   | 38   | 0,815 | 20  |
| 10.     | Proleter Osijek    | 26  | 6    | 8    | 12   | 34   | 62   | 0,548 | 20  |
| 11.     | Lokomotiva Zagreb  | 26  | 7    | 5    | 14   | 38   | 49   | 0,775 | 19  |
| 12.     | Radnički Beograd   | 26  | 8    | 3    | 15   | 38   | 51   | 0,745 | 19  |
| 13.     | Odred Ljubljana    | 26  | 4    | 4    | 18   | 39   | 71   | 0,549 | 12  |
| 14.     | Rabotnički Skoplje | 26  | 4    | 3    | 19   | 20   | 88   | 0,227 | 11  |
|         |                    |     |      |      |      |      |      |       |     |
| Izvori: |                    |     |      |      |      |      |      |       |     |

- Dinamo Zagreb je prvak Jugoslavije
- Odred Ljubljana i Rabotnički Skoplje ispali su u Drugu saveznu ligu

## Rezultati
| 1953./54. | 1953./54.          | DIN | PAR | C.Z | HAJ | VOJ | SPA | SAR | BSK | VAR | PRO | LOK | RAD | ODR | RAB |
| 1.        | Dinamo Zagreb      |     | 2:0 | 1:0 | 3:1 | 0:2 | 5:0 | 5:0 | 1:1 | 2:0 | 6:2 | 1:0 | 4:1 | 5:3 | 5:0 |
| 2.        | Partizan           | 1:0 |     | 7:1 | 4:2 | 4:2 | 2:1 | 4:1 | 1:2 | 1:0 | 3:3 | 2:0 | 1:1 | 2:0 | 8:0 |
| 3.        | Crvena zvezda      | 0:0 | 0:2 |     | 2:1 | 1:0 | 2:1 | 3:1 | 1:1 | 1:0 | 3:0 | 3:0 | 1:1 | 5:1 | 3:0 |
| 4.        | Hajduk Split       | 1:0 | 2:2 | 1:0 |     | 1:2 | 1:0 | 0:3 | 3:1 | 0:0 | 8:0 | 2:1 | 1:0 | 4:0 | 3:1 |
| 5.        | Vojvodina          | 0:1 | 1:1 | 0:3 | 3:0 |     | 3:0 | 1:2 | 2:2 | 2:2 | 4:0 | 1:1 | 4:1 | 3:1 | 7:1 |
| 6.        | Spartak Subotica   | 1:2 | 2:6 | 0:3 | 2:0 | 4:1 |     | 6:1 | 2:0 | 0:0 | 2:4 | 2:1 | 4:1 | 3:2 | 4:1 |
| 7.        | Sarajevo           | 1:3 | 2:1 | 0:1 | 0:1 | 1:6 | 0:1 |     | 1:1 | 2:0 | 6:1 | 2:2 | 1:0 | 3:2 | 3:0 |
| 8.        | BSK Beograd        | 0:3 | 1:1 | 0:3 | 3:4 | 1:2 | 1:1 | 2:1 |     | 3:1 | 1:1 | 3:2 | 2:0 | 0:1 | 8:1 |
| 9.        | Vardar Skoplje     | 1:1 | 1:2 | 0:3 | 1:2 | 3:3 | 3:4 | 1:1 | 1:0 |     | 0:0 | 3:1 | 3:1 | 4:0 | 1:1 |
| 10.       | Proleter Osijek    | 2:5 | 2:3 | 0:0 | 1:4 | 1:2 | 2:1 | 2:0 | 0:2 | 3:2 |     | 2:2 | 0:1 | 1:1 | 1:1 |
| 11.       | Lokomotiva Zagreb  | 0:6 | 0:1 | 1:3 | 2:5 | 3:1 | 0:1 | 0:0 | 3:0 | 1:1 | 2:0 |     | 2:0 | 5:2 | 3:0 |
| 12.       | Radnički Beograd   | 0:0 | 2:4 | 0:2 | 2:5 | 1:3 | 6:1 | 2:1 | 2:3 | 2:0 | 1:2 | 3:1 |     | 3:2 | 2:0 |
| 13.       | Odred Ljubljana    | 4:6 | 2:6 | 4:3 | 1:1 | 2:4 | 1:1 | 0:1 | 1:0 | 0:1 | 2:2 | 1:2 | 4:2 |     | 0:1 |
| 14.       | Rabotnički Skoplje | 1:5 | 0:8 | 0:4 | 0:2 | 0:1 | 2:7 | 0:1 | 1:0 | 2:2 | 0:2 | 4:3 | 0:3 | 3:2 |     |

Na konferenciji Ligaškog odbora 5. srpnja 1953. izvučeni su parovi za prvenstvo. Na zboru 9. kolovoza 1953. izvršene su izvjesne izmjene u raspored utakmica (zamjena domaćinstava).
| 1. kolo 29. 8. 1953. Crvena zvezda – Radnički (B) 1:1 (0:0) 30. 8. 1953. BSK – Hajduk 3:4 (2:1) Lokomotiva – Partizan 0:1 (0:0) Vardar – Spartak 3:4 (3:0) Vojvodina – Rabotnički 7:1 (4:1) Odred – Proleter (O) 2:2 (1:0) Sarajevo – Dinamo 1:3 (1:2) 2. kolo 6. 9. 1953. Partizan – Sarajevo 4:1 (1:1) Radnički (B) – Lokomotiva 3:1 (1:1) Proleter (O) – Crvena zvezda 0:0 Spartak – Odred 3:2 (1:1) Vojvodina – Vardar 2:2 (2:1) Rabotnički – Hajduk 0:2 (0:0) 17. 9. 1953. BSK – Dinamo 0:3 (0:2) 3. kolo 2. 9. 1953. Vardar – Hajduk 1:2 (0:1) 9. 9. 1953. BSK – Rabotnički 8:1 (3:1) Crvena zvezda – Spartak 2:1 (2:0) Odred – Vojvodina 2:4 (0:1) Proleter (O) – Lokomotiva 2:2 (1:1) Sarajevo – Radnički (B) 1:0 (0:0) Dinamo – Partizan 2:0 (2:0) 4. kolo 13. 9. 1953. Radnički (B) – Dinamo 0:0 BSK – Partizan 2:1 (1:0) Proleter (O) – Sarajevo 2:0 (1:0) Lokomotiva – Spartak 0:1 (0:1) Vojvodina – Crvena zvezda 1:0 (0:0) Napomena: Dodijeljena pobjeda 0:3 par-forfe jer Veselinović nije imao pravo nastupa za Vojvodinu Hajduk – Odred 4:0 (3:0) Rabotnički – Vardar 2:2 (2:0) 5. kolo 20. 9. 1953. Partizan – Radnički (B) 1:1 (1:0) Vardar – BSK 1:0 (1:0) Odred – Rabotnički 0:1 (0:1) Vojvodina – Lokomotiva 1:1 (1:0) Sarajevo – Spartak 0:1 (0:0) Dinamo – Proleter (O) 6:2 (4:1) 22. 9. 1953. Crvena zvezda – Hajduk 2:1 (1:0) 6. kolo 26. 9. 1953. Spartak – Dinamo 1:2 (1:2) 27. 9. 1953. Crvena zvezda – Rabotnički 3:0 (2:0) BSK – Radnički (B) 3:2 (1:1) Proleter (O) – Partizan 2:3 (2:1) Sarajevo – Vojvodina 1:6 (0:3) Hajduk – Lokomotiva 2:1 (2:0) Vardar – Odred 4:0 (2:0) 7. kolo 4. 10. 1953. Rabotnički – Lokomotiva 4:3 (0:2) 7. 10. 1953. Radnički (B) – Proleter (O) 1:2 (0:2) Crvena zvezda – Vardar 1:0 (0:0) Dinamo – Vojvodina 0:2 (0:2) Spartak – Partizan 2:6 (1:1) Odred – BSK 1:0 (1:0) Sarajevo – Hajduk 0:1 (0:1) 8. kolo 10. 10. 1953. Partizan – Vojvodina 4:2 (1:1) 11. 10. 1953. Spartak – Radnički (B) 4:1 (2:0) Hajduk – Dinamo 1:0 (1:0) Rabotnički – Sarajevo 0:1 (0:0) Lokomotiva – Vardar 1:1 (0:0) Odred – Crvena zvezda 4:3 (2:0) 9. kolo 24. 10. 1953. Crvena zvezda – BSK 3:0 (1:0) 25. 10. 1953. Partizan – Hajduk 4:2 (1:0) Lokomotiva – Odred 5:2 (3:1) Sarajevo – Vardar 2:0 (2:0) Rabotnički – Dinamo 1:5 (0:1) Vojvodina – Radnički (B) 4:1 (2:0) Proleter (O) – Spartak 2:1 (2:1) 10. kolo 1. 11. 1953. Vojvodina – Proleter (O) 4:0 (2:0) Rabotnički – Partizan 0:8 (0:5) Odred – Sarajevo 0:1 (0:1) 11. 11. 1953. BSK – Spartak 1:1 (0:0) Crvena zvezda – Lokomotiva 3:0 (1:0) Hajduk – Radnički (B) 1:0 (0:0) Dinamo – Vardar 2:0 (1:0) 11. kolo 15. 11. 1953. Radnički (B) – Rabotnički 2:0 (2:0) BSK – Lokomotiva 3:2 (1:1) Sarajevo – Crvena zvezda 0:1 (0:0) Vardar – Partizan 1:2 (1:0) Dinamo – Odred 5:3 (4:0) Spartak – Vojvodina 4:1 (2:1) Proleter (O) – Hajduk 1:4 (0:4) 12. kolo 1. 12. 1953. Proleter (O) – Rabotnički 1:1 (0:0) Vardar – Radnički (B) 3:1 (2:1) Odred – Partizan 2:6 (1:3) Lokomotiva – Sarajevo 0:0 2. 12. 1953. Crvena zvezda – Dinamo 0:0 3. 12. 1953. BSK – Vojvodina 1:2 (1:1) 9. 12. 1953. Hajduk – Spartak 1:0 (0:0) 13. kolo 6. 12. 1953. Radnički (B) – Odred 3:2 (2:1) Partizan – Crvena zvezda 7:1 (3:1) Sarajevo – BSK 1:1 (0:1) Dinamo – Lokomotiva 1:0 (0:0) Vardar – Proleter (O) 0:0 Spartak – Rabotnički 4:1 (0:1) Vojvodina – Hajduk 3:0 (1:0) | 14. kolo 13. 12. 1953. Spartak – Vardar 0:0 Partizan – Lokomotiva 2:0 (1:0) Radnički (B) – Crvena zvezda 0:2 (0:2) Rabotnički – Vojvodina 0:1 (0:0) Hajduk – BSK 3:1 (2:1) Dinamo – Sarajevo 5:0 (1:0) Proleter (O) – Odred 1:1 (0:0) 15. kolo 20. 12. 1953. Sarajevo – Partizan 2:1 (0:1) Dinamo – BSK 1:1 (0:0) Crvena zvezda – Proleter (O) 3:0 (2:0) Hajduk – Rabotnički 3:1 (2:0) Lokomotiva – Radnički (B) 2:0 (2:0) Vardar – Vojvodina 3:3 (1:2) Odred – Spartak 1:1 (0:0) 16. kolo 13. 2. 1954. Radnički (B) – Sarajevo 2:1 (1:1) 14. 2. 1954. Partizan – Dinamo 1:0 (1:0) Spartak – Crvena zvezda 0:3 (0:0) Hajduk – Vardar 0:0 Lokomotiva – Proleter (O) 2:0 (1:0) Vojvodina – Odred 3:1 (1:1) Rabotnički – BSK 1:0 (0:0) 17. kolo 21. 2. 1954. Dinamo – Radnički (B) 4:1 (2:1) Sarajevo – Proleter (O) 6:1 (2:1) Vardar – Rabotnički 1:1 (0:0) Odred – Hajduk 1:1 (0:1) 3. 3. 1954. Spartak – Lokomotiva 2:1 (1:1) 4. 3. 1954. Partizan – BSK 1:1 (0:1) Crvena zvezda – Vojvodina 1:0 (1:0) 18. kolo 28. 2. 1954. Hajduk – Crvena zvezda 1:0 (1:0) BSK – Vardar 3:1 (2:0) Partizan – Radnički (B) 4:2 (1:0) Lokomotiva – Vojvodina 3:1 (1:0) Rabotnički – Odred 3:2 (1:0) Spartak – Sarajevo 6:1 (1:0) 4. 3. 1954. Proleter (O) – Dinamo 2:5 (0:3) 19. kolo 7. 3. 1954. Rabotnički – Crvena zvezda 0:4 (0:1) Odred – Vardar 0:1 (0:0) Dinamo – Spartak 5:0 (1:0) Lokomotiva – Hajduk 2:5 (1:1) Vojvodina – Sarajevo 1:2 (0:1) Radnički (B) – BSK 0:2 (0:0) Partizan – Proleter (O) 3:3 (2:2) 20. kolo 14. 3. 1954. BSK – Odred 0:1 (0:0) Lokomotiva – Rabotnički 3:0 (3:0) Proleter (O) – Radnički (B) 0:1 (0:1) Hajduk – Sarajevo 0:3 (par-forfe) 14. 4. 1954. Partizan – Spartak 2:1 (2:0) Vojvodina – Dinamo 0:1 (0:0) 15. 4. 1954. Vardar – Crvena zvezda 0:3 (0:2) 21. kolo 4. 4. 1954. Vojvodina – Partizan 1:1 (0:1) Sarajevo – Rabotnički 3:0 (3:0) Crvena zvezda – Odred 5:1 (1:0) Dinamo – Hajduk 3:1 (0:1) Radnički (B) – Spartak 6:1 (2:0) Proleter (O) – BSK 0:2 (0:0) 22. kolo 7. 4. 1954. BSK – Crvena zvezda 1:1 (0:1) Odred – Lokomotiva 1:2 (0:1) Vardar – Sarajevo 1:1 (0:0) Dinamo – Rabotnički 5:0 (4:0) Hajduk – Partizan 2:2 (2:0) Spartak – Proleter (O) 2:4 (2:2) 21. 4. 1954. Radnički (B)- Vojvodina 1:3 (0:2) 23. kolo 11. 4. 1954. Radnički (B) – Hajduk 2:5 (2:3) Partizan – Rabotnički 8:0 (3:0) Spartak – BSK 2:0 (2:0) Lokomotiva – Crvena zvezda 1:3 (0:1) Proleter (O) – Vojvodina 1:2 (0:0) Vardar – Dinamo 1:1 (0:0) Sarajevo – Odred 3:2 (3:0) 24. kolo 18. 4. 1954. Lokomotiva – BSK 3:0 (1:0) Odred – Dinamo 4:6 (0:4) Vojvodina – Spartak 3:0 (1:0) Hajduk – Proleter (O) 8:0 (5:0) Rabotnički – Radnički (B) 0:3 (0:0) Partizan – Vardar 1:0 (1:0) Crvena zvezda – Sarajevo 3:1 (2:0) 25. kolo 25. 4. 1954. Dinamo – Crvena zvezda 1:0 (0:0) Radnički (B) – Vardar 2:0 (1:0) Partizan – Odred 2:0 (1:0) Vojvodina – BSK 2:2 (1:1) Spartak – Hajduk 2:0 (0:0) Rabotnički – Proleter (O) 0:2 (0:0) Sarajevo – Lokomotiva 2:2 (2:2) 26. kolo 2. 5. 1954. Hajduk – Vojvodina 1:2 (0:1) Partizan – Crvena zvezda 2:0 (1:0) Dinamo – Lokomotiva 6:0 (3:0) Odred – Radnički (B) 4:2 (0:0) Proleter (O) – Vardar 3:2 (2:1) Rabotnički – Spartak 2:7 (0:2) BSK – Sarajevo 2:1 (1:1) |

## Prvaci
Dinamo Zagreb
 Trener: Ivan Jazbinšek.
Popis igrača s brojem odigranih ligaških utakmica i brojem postignutih ligaških pogodaka: 

- Ivica Banožić 3 (0)
- Aleksandar Benko 21 (13)
- Zvonimir Cimermančić 2 (0)
- Dragutin Cizarić 9 (0)
- Tomislav Crnković 20 (0)
- Željko Čajkovski 24 (13)
- Vladimir Čonč 26 (13)
- Dionizije Dvornić 26 (16)
- Emil Ferković 10 (0)
- Josip Drago Horvat 6 (0)
- Ivan Horvat 20 (0)
- Dragutin Kukec 3 (0)
- Luka Lipošinović 10 (3)
- Vladimir Majerović 10 (0)
- Lav Mantula 21 (2)
- Stojan Osojnak 10 (9)
- Branko Režek 23 (2)
- Zvonko Strnad 1 (0)
- Josip Šikić 25 (0)

## Statistika
- Najbolji strijelac natjecanja: Stjepan Bobek 21 pogodaka[4]

### Ljestvica strijelaca
Pri jednakom broju pogodaka igrači su poredani abecedno.
| Pl. | Ime                  | Klub             | Pogodaka |
| --- | -------------------- | ---------------- | -------- |
| 1.  | Stjepan Bobek        | Partizan         | 21       |
| 2.  | Zdravko Rajkov       | Vojvodina        | 16       |
| 3.  | Dionizije Dvornić    | Dinamo Zagreb    | 15       |
| 3.  | Branko Zebec         | Partizan         | 15       |
| 5.  | Aleksandar Benko     | Dinamo Zagreb    | 14       |
| 5.  | Miloš Milutinović    | Partizan         | 14       |
| 5.  | Aleksandar Petaković | Radnički Beograd | 14       |
| 5.  | Ivan Toplak          | Odred            | 14       |

Izvori:

### Broj gledatelja i golova
| Jesenski dio                                                                    | Jesenski dio | Jesenski dio |  | Proljetni dio | Proljetni dio | Proljetni dio |
| Kolo                                                                            | Golova       | Gledatelja   |  | Kolo          | Golova        | Gledatelja    |
| ------------------------------------------------------------------------------- | ------------ | ------------ |  | ------------- | ------------- | ------------- |
| I.                                                                              | 33           | 76.000       |  | XIV.          | 16            | 63.000        |
| II.                                                                             | 23           | 108.000      |  | XV.           | 22            | 56.000        |
| III.                                                                            | 28           | 97.000       |  | XVI.          | 14            | 64.000        |
| IV.                                                                             | 17           | 97.000       |  | XVII.         | 22            | 89.000        |
| V.                                                                              | 18           | 99.000       |  | XVIII.        | 34            | 79.500        |
| VI.                                                                             | 30           | 75.000       |  | XIX.          | 28            | 97.000        |
| VII.                                                                            | 23           | 75.000       |  | XX.           | 15            | 60.000        |
| VIII.                                                                           | 24           | 58.500       |  | XXI.          | 28            | 111.000       |
| IX.                                                                             | 32           | 92.000       |  | XXII.         | 26            | 65.000        |
| X.                                                                              | 21           | 74.000       |  | XXIII.        | 31            | 105.000       |
| XI.                                                                             | 29           | 77.000       |  | XXIV.         | 32            | 80.000        |
| XII.                                                                            | 18           | 65.000       |  | XXV.          | 17            | 90.000        |
| XIII.                                                                           | 24           | 103.000      |  | XXVI.         | 34            | 114.000       |
| Ukupno: 639 golova (3,51 po utakmici) 2.170.000 gledatelja (11.923 po utakmici) |              |              |  |               |               |               |
| Izvori:                                                                         |              |              |  |               |               |               |

## Poveznice
- Druga savezna liga 1953./54.
- Treći rang prvenstva Jugoslavije 1953./54.
- Kup maršala Tita 1953.

## Vanjske poveznice
- [neaktivna poveznica]
- Eu-football.info
- SISTEM TAKMIČENJA U JUGOSLAVIJI 1945.-1955.
- www.historical-lineups.com
  - Godišnjak
  - Klubovi
  - Statistika 1952-1955
- exyufudbal.in.rs : tabele
- exyufudbal.in.rs : rezultati